# Ги III де Шатильон-Сен-Поль
Ги III де Шатильон (фр. Guy III de Châtillon; ум. 6 апреля 1317) — граф де Сен-Поль, сеньор д'Анкр с 1289 года.

## Биография
Второй сын Ги II де Шатильона, графа де Сен-Поль, и Матильды Брабантской. Наследовал графство Сен-Поль, так как старший брат Гуго II де Шатильон должен был унаследовать владения двоюродной сестры Жанны.
Был крупным дипломатом и военачальником, и одним из высших сановников. В 1296 году стал великим кравчим Франции. В ходе франко-фламандской войны участвовал в осаде Лилля (1297), битвах при Куртре и Монс-ан-Певеле. В 1301 году вместе с Пьером Флоте вел в Риме переговоры с папой Бонифацием VIII об отвоевании Сицилии у арагонцев. Представители короля Франции предлагали понтифику 100 тыс. турских ливров за содействие походу Карла Валуа. 
24 февраля 1308 вместе с Карлом Валуа и Ангерраном де Мариньи представлял Филиппа IV на коронации Изабеллы Французской в Лондоне. В 1314 году с Карлом Валуа и Луи д'Эврё входил в число душеприказчиков Филиппа. В 1315 году участвовал в комиссии, расследовавшей финансовую деятельность Мариньи. После смерти Людовика X вместе с Карлом де ла Маршем поддержал требование предоставить регентство Карлу Валуа, и в дальнейшем входил в группу высшей знати, оппозиционную Филиппу V.  
Помимо значительных владений и права чеканить монету, высокое положение Ги де Шатильона обеспечивалось блестящими браками: сам он был женат на внучке Эдуарда I Английского, а его дочь была выдана за Карла Валуа. 

## Семья
Жена (1292): Мария Бретонская (1268—1339), дочь Жана II, герцога Бретонского и Беатрисы Английской
Дети:
- Жан I де Шатильон-Сен-Поль (ум. до 1344), граф де Сен-Поль
- Жак де Шатильон, сеньор д'Анкр
- Матильда де Шатильон (1293—1358). Муж (1308): Карл Валуа
- Мария де Шатильон (ум. 1377). Муж (1321): Эмар де Валанс, граф Пембрук
- Элеонора де Шатильон (ум. после 1357). Муж: Жан Мале, сеньор де Гравиль (ум. 1355)
- Жанна де Шатильон (ум. после 1353). Муж: Милон де Мези